# Тераса на нощно кафене
Тераса на нощно кафене (на нидерландски: Caféterras bij nacht) е картина на нидерланския художник Винсент ван Гог, нарисувана през септември 1888 година в Арл.

## История
Картината е уникална за творчеството на Ван Гог. Той пише на брат си Тео, че нощта е много по-богата на цветове от тези на деня. При рисуването на картината ван Гог не е използвал черна боя и въпреки това успява да изобрази нощното небе и сиянието на звездите. В тази картина той използва необичайна за него перспектива. Рисува и звездно небе, което след това става типично за много картини, като например „Звездна нощ над Рона“ рисувана през септември 1888 година и „Звездна нощ“ рисувана през 1889 година.
Основна характерна черта на творчеството на Винсент ван Гог през периода в Арл са ярките жълти багри като в слънчогледите.
Кафенето е възстановено през 1990 година за да изглежда точно както е в картината на ван Гог.
- През 1990 кафенето не съществува
- Кафенето през 2004